# Pattinaggio freestyle ai IV World Skate Games
Le competizioni di pattinaggio freestyle ai IV World Skate Games si sono svolte dall'11 al 14 settembre 2024 a Roma, in Italia. 

## Podi

### Senior

#### Uomini Senior
| Evento          | Oro                            | Argento                 | Bronzo                |
| Slide           | Josè Julian Garcia Diaz        | Enrique Rubio Mesas     | Ou Jiang Ping         |
| Speed           | Amir Mohammad Savari Jamalouei | Fu Yu                   | Zhang Hao             |
| Slalom classico | Zhang Hao                      | Vittorio Degli Agostini | Lorenzo Guslandi      |
| Battle slalom   | Chou Po-Wei                    | Zhang Hao               | Lorenzo Demuru        |
| Salto           | Dame Fall                      | Gianmarco Savi          | Jean Pierre Ngor Sarr |

#### Donne Senior
| Evento          | Oro                    | Argento               | Bronzo                   |
| Slide           | Rosa Maria Vela Farfan | Sofiia Kytaihora      | Immaculada Garcia Moreno |
| Speed           | Taraneh Ahmadi         | Liu Chiao Hsi         | Esfahani Romina Salek    |
| Slalom classico | Liu Jia Xin            | Qin Yu Qing           | Victoria Andres Jofre    |
| Battle slalom   | Liu Jia Xin            | Victoria Andres Jofre | Laura Oria Abelda        |
| Salto           | Elena Efimova          | Francesca Brivio      | Awa Balde                |

#### Misto
| Evento        | Oro  | Argento | Bronzo |
| Coppie Slalom | Cina | Cina    | Cina   |

### Junior

#### Uomini Junior
| Evento          | Oro          | Argento      | Bronzo         |
| Slalom classico | Li Ran       | Sun Xin Zhao | Pavel Matveev  |
| Battle slalom   | Li Ran       | Sun Xin Zhao | Pavel Matveev  |
| Speed           | Wang Yu Chun | Pan Qi Guan  | Hunag Pin Ruei |

#### Donne Junior
| Evento          | Oro          | Argento        | Bronzo       |
| Slalom classico | Xu Xiao Xiao | Kuang Ning Xin | Li Yuet Yi   |
| Battle slalom   | Wang An Qi   | Kuang Ning Xin | Xu Xiao Xiao |
| Speed           | Li Yun Fang  | Xu Jing        | Zhu Si Yi    |